# Isabella Kortenaer
Isabella Kortenaer is een personage uit de Nederlandse soapserie Goede tijden, slechte tijden. De rol werd tussen 14 maart 2000 en 17 juni 2005 vertolkt door Victoria Koblenko. Ze kwam in de afleveringen van 20 juni en 21 juni 2005 nog voor in een videoboodschap aan Yasmin Fuentes en Charlie Fischer. Op 2 april 2010 keerde Koblenko voor enkele weken terug in de serie om vervolgens op 1 juli 2010 voorgoed afscheid te nemen, nadat Isabella overleed.

## Levensverhaal

### Overlijden van moeder
Isabella is de dochter van Carel Kortenaer, eigenaar van hotelketen De Rozenboom, en zijn vrouw Catharina Kortenaer. Ze heeft een heel goede band met haar ouders. Door het werk van haar vader heeft Isabella al veel van de wereld gezien, omdat ze nooit langer dan een jaar op één plek bleef. Isabella kan de dood van haar moeder niet goed verwerken en probeert tegenover haar eigen vader de rol van haar moeder over te nemen. Uiteindelijk maakt haar vader haar duidelijk dat dit niet de beste manier is.

### Ludo vs. Martine
Zakenman Ludo Sanders wordt blind, nadat Roxy Belinfante chloor in zijn ogen heeft gespoten. Isabella helpt hem en er ontstaat een bijzondere band. Ludo stelt Isabella aan als zijn rechterhand en neemt haar in dienst. Isabella raakt geobsedeerd door Ludo. Isabella blijkt uiteindelijk te lijden aan een schizofrene stoornis. Ze raakt ook zwanger, probeert de slaapkamer van Ludo in brand te steken en poogt zelfmoord te plegen door zich in zee te laten verdrinken. Ludo verhindert dit uiteindelijk. Ludo wil dat Isabella naar een kliniek gaat wat uiteindelijk ook gebeurt.
Isabella bevalt van dochter Amy, maar door de vele medicijnen die ze moet slikken denkt ze dat Amy dood is. Carel weet dat Amy leeft, maar houdt dit voor haar verborgen omdat hij bang is dat Isabella dit niet aan kan. Isabella wil wraak op Ludo en bedenkt samen met vriendin Yasmin Fuentes en Martine Hafkamp een plan om Ludo kapot te maken. Yasmin en Martine hebben beide een hekel aan Ludo door iets wat in het verleden is gebeurd.
Isabella vindt dat Martine en Yasmin het niet snel genoeg doen en ze besluit Nina Sanders te ontvoeren. Martine besluit dit ongelukje te gebruiken om Ludo te chanteren. Uiteindelijk ontstaat er een gevecht tussen Yasmin en Isabella in de kelder van Scala, waar Isabella Nina vasthoudt. Een brandende kaars wordt omver gestoten en de kelder vliegt in brand. Benjamin Borges komt hierbij om het leven.

### Carel
Isabella ziet in dat ze veel te ver is gegaan. Ze gaat in therapie. Haar vader keert ook terug naar Meerdijk. Hij begint een verhouding met Martine. Isabella is geschrokken als blijkt dat haar vader ernstig ziek is. Ze denkt dat Martine een relatie met haar vader heeft om De Rozenboom in handen te krijgen. Isabella is niet aanwezig op het moment dat Carel euthanasie pleegt. Alleen Martine is hierbij. Ludo grijpt zijn kans om Martine terug te pakken. Hij laat de politie geloven dat Martine Carel heeft vermoord. Uiteindelijk moet Martine haar bedrijf aan Ludo geven en wegvaren naar open zee.
Isabella is bang dat Ludo Amy van haar af zal pakken en bedenkt samen met Carels oude assistente Suzanne Jacobs een plan om naar het buitenland te vluchten. Isabella besluit een instortend gebouw in te lopen, waar ze van tevoren een uitweg heeft bedacht. Suzanne en Isabella vertrekken samen met Amy.

### Amy
Amy is weggelopen en is naar Meerdijk gegaan. Isabella is bang dat Amy naar Ludo zal gaan en schakelt de hulp van oude vriendin Charlie in. Maar Amy loopt steeds verder weg en komt dan direct in contact met Ludo samen met Isabella. Ludo wil dat Isabella hem als vader laat erkennen, maar hier wil Isabella niet aan meewerken omdat ze bang is dat Ludo Amy van haar af wil pakken. Na vele pogingen om de band tussen Isabella en Ludo te verbeteren komt Isabella uiteindelijk tot het besluit om na te denken over de erkenning van Ludo als vader van Amy. De avond erop glijdt Isabella uit in de douche door een los zittende douchestang. Na de operatie houden ze Isabella in een kunstmatige coma. Als ze ontwaakt uit haar coma vertelt ze Ludo dat ze zo snel mogelijk alles voor Amy geregeld wil hebben. Uiteindelijk overlijdt Isabella op 1 juli 2010 in het ziekenhuis aan de complicaties na haar val.